# Det var en gång – rymden
Det var en gång – rymden (franska: Il était une fois... l'Espace) är en animerad TV-serie som utspelar sig i rymden, och ursprungligen sändes i France 3 mellan 2 oktober 1982 och 2 april 1983. Serien är en delserie i den populära franska serien Det var en gång. Musiken i programmet skrevs av Michel Legrand.
Serien gjordes i två säsonger om 13 avsnitt. De sista sex avsnitten redigerades även om till en biofilm, La revanche des Humanoïdes.

## Handling
På många ljusårs avstånd från Jorden ligger planeten Omega, grundad av människor som lämnat Jorden. Denna del av rymden styrs av Omegakonfederationen, ett förbund av elva planeter och stjärnsystem : Omega, Cassiopeja, Andromeda, Skorpionen, Pegasus, Kentauren, Kusken, Rigel, Aldebaran, Vattenormen och Jorden. Den leds av president Pierrette. Konfederationen skyddas av den intergalaktiska polisen under ledning av Överste Sten.

## Huvudpersoner
En del personer har flera/olika namn i den svenska översättningen
- Pierrot/Lillsten/Löjtnant Sten/Småsten – Löjtnant och rymdpilot i intergalaktiska polisen.
- Psi/Mercedes – Löjtnant och rymdpilot i intergalaktiska polisen, vän till Pierrot.
- Metter/Metro – En robot skapad av Mäster.
- Överste Sten – Pierrots far, ledare av intergalaktiska polisen
- President Pierrette – Pierrots mor, ledare för Omegakonfederationen och leder dess högsta råd
- General Ruskendrul – Tyrannisk ledare på Cassiopeja med krig och erövring som främsta intresse.
- Lille Nabot – Konsul, representerar Cassiopeja i Omegakonfederationens högsta råd

## Avsnitt
1. Planeten Omega (La planète Oméga)
2. Ödleplaneten (Les Sauriens)
3. Den gröna planeten (La planète verte)
4. Andromedas Kust (Du côté d'Andromède)
5. Kvitt eller dubbelt (Les Cro-Magnons)
6. Robotarnas uppror (La révolte des robots)
7. Planeten Mytho (La planète Mytho)
8. Den långa resan (Le long voyage)
9. Haffad! (À Cassiopée)
10. En planet exploderar (La planète déchiquetée)
11. Skeppsbrutna i rymden (Les naufragés de l'espace)
12. Jättarna (Les géants)
13. Spår av Inka-indianer (Les incas)
14. Hos dinosaurier (Chez les dinosaures)
15. Saturnus ringar (Les anneaux de Saturne)
16. Fiende på väg! (L'imparable menace)
17. Jorden nästa! (Terre!)
18. Upptäcktsfärd under havsytan (L'Atlantide)
19. Återkomsten till Omega (L'étrange retour vers Oméga)
20. Robotarnas hämnd (La revanche des robots)
21. Humanoiderna – en ny planet? (Les humanoïdes)
22. En fientlig värld (Un monde hostile)
23. En flygande stad (Cité en vol)
24. Den högste chefen (Le grand ordinateur)
25. Jättarnas kamp (Combat de titans)
26. Farväl till rymden (L'infini de l'espace)